# Вазописець Пана

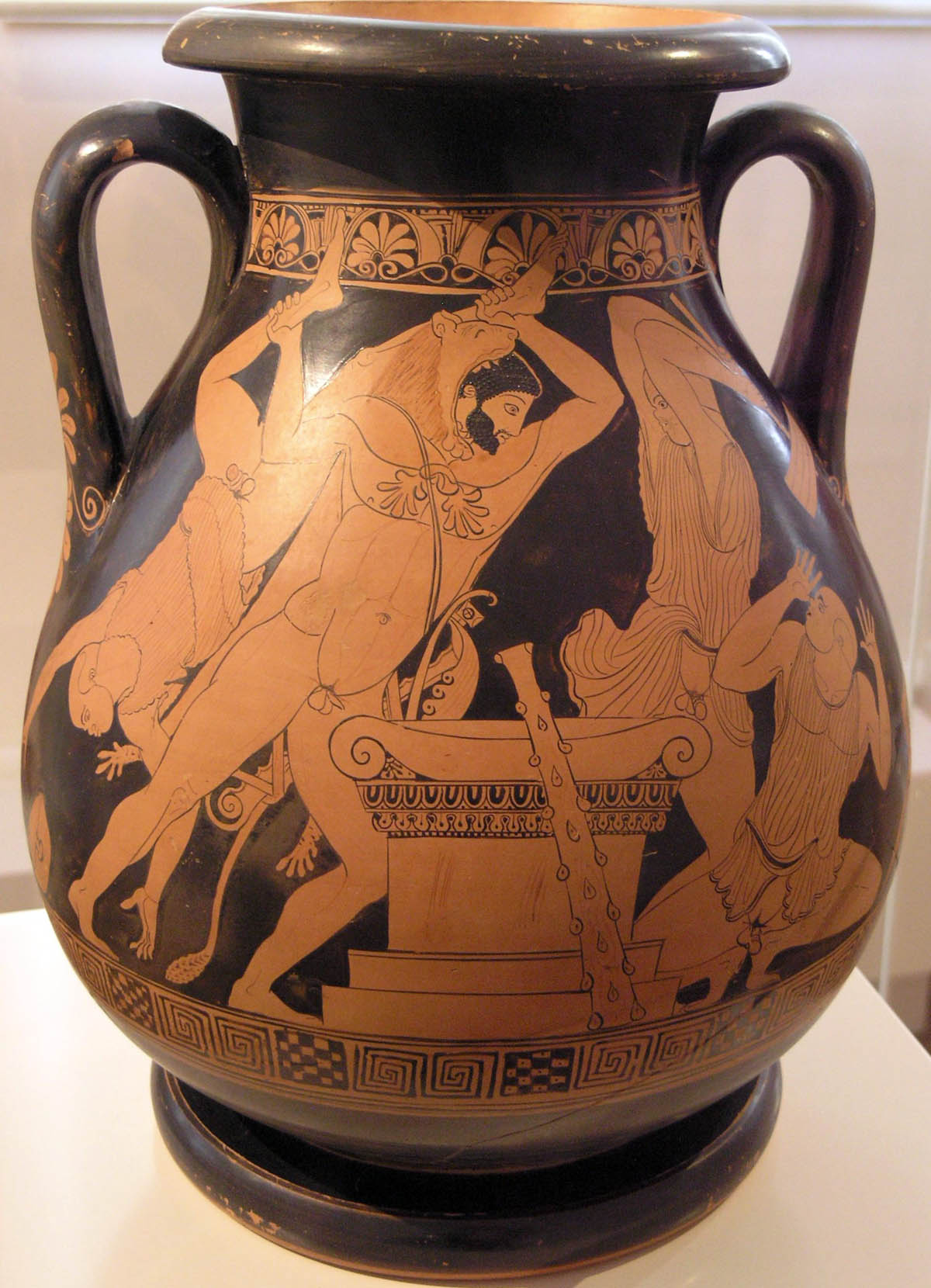
Пеліка із зображенням боротьби Геракла та Бусіріса, знайдена у Феспіях. Національний археологічний музей Афін

Вазописець Пана — анонімний аттичний давньогрецький вазописець, представник червонофігурного вазопису. Вазописець Пана вважається учнем Місона. Працював близько 480 року до н.е. і десь до 450 року до н. е.
Його іменна назва — кратер із зображенням Пана, який переслідує пастуха на стороні А та смерть Актеона — на стороні В, нині зберігається в Музеї витончених мистецтв, Бостон.
Серед робіт вазописця Пана кратери, пеліки, гідрії та амфори. Загалом його авторству приписують більше 100 ваз. Сцени його вазопису характеризуються свіжістю зображення, майстерністю виконання, сповнені гумором та іронії.

## Основні роботи
- Іменна ваза — кратер із зображенням Пана, Бостон
- Пеліка Геракл та Бусіріс, Афіни
- Псиктер Боротьба Аполлона та Марпесси, Мюнхен
- Лекіф із зображенням мисливця, Бостон